# Moda fetichista

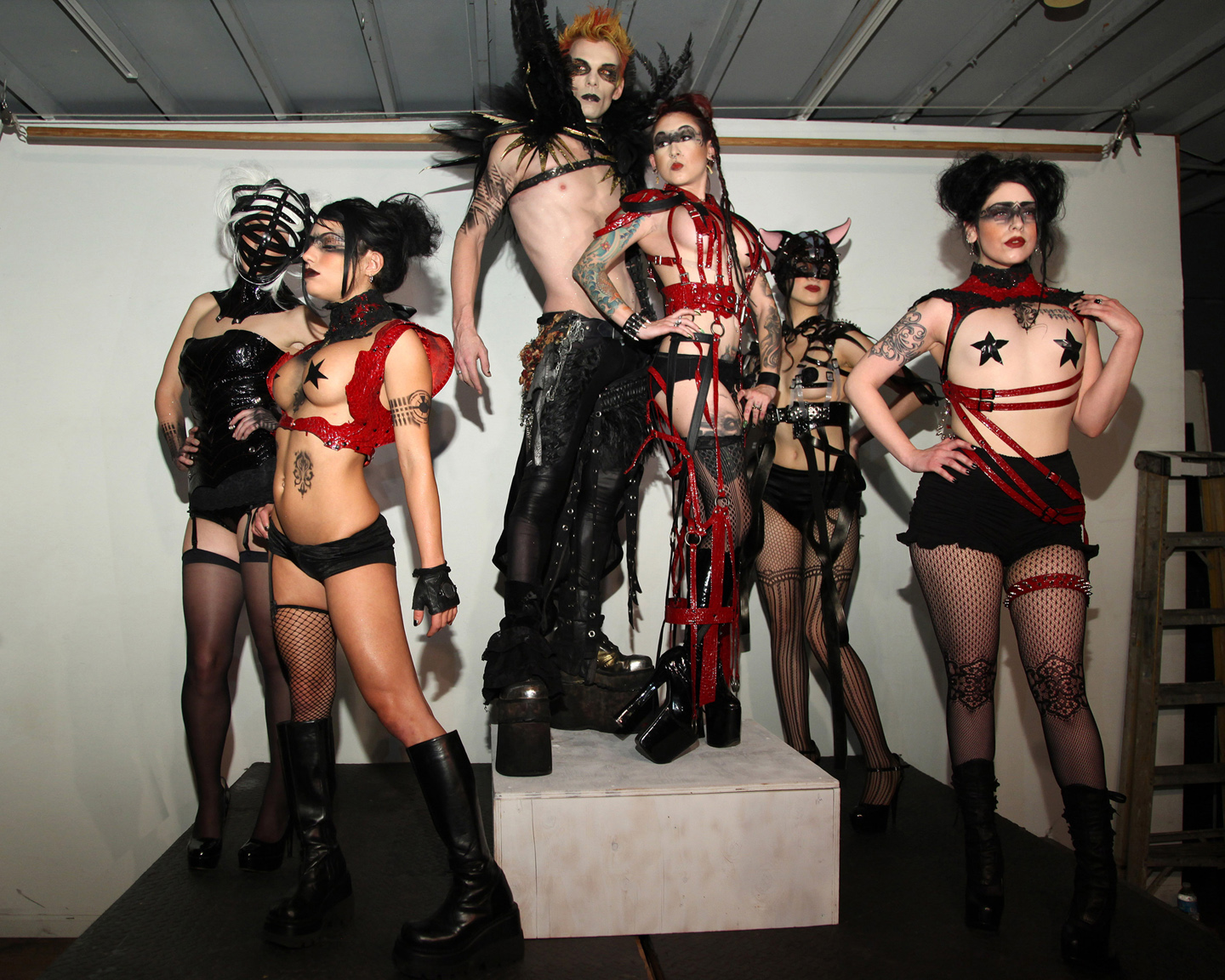
Diseños de moda fetiche de ropa de látex en el Festival de Cine Fetiche de Los Ángeles 2012

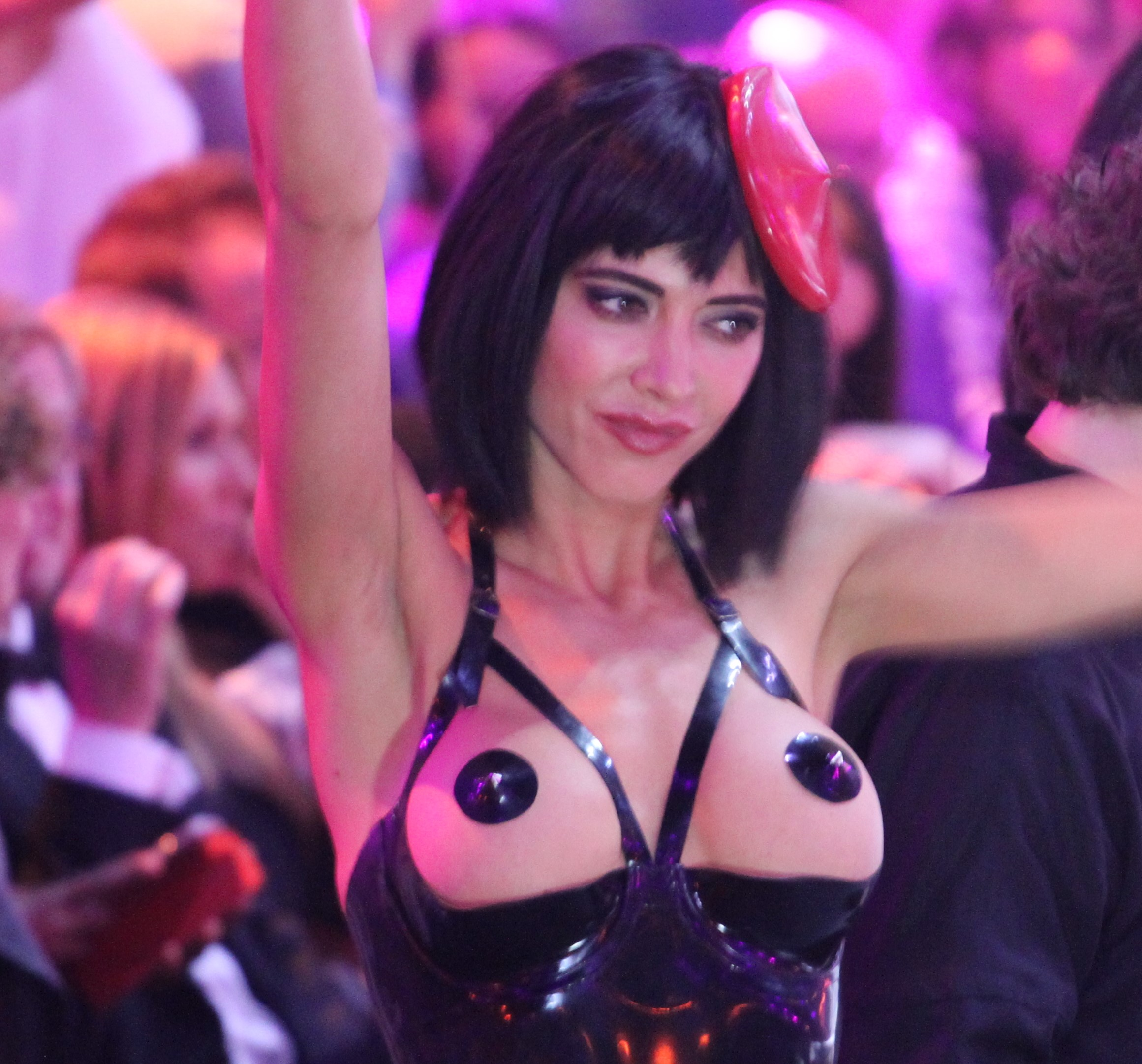
La artista suiza Milo Moiré actúa usando pezoneras y sostén recortado, 2016.

La moda fetichista es cualquier estilo o apariencia en forma de un tipo de ropa o accesorio, creado para ser extremo o provocativo de manera fetichista. Estos estilos, por definición, no son usados por la mayoría de las personas; si todo el mundo lleva una prenda, no puede tener un carácter fetichista, especial. Por lo general, están hechos de materiales como cuero, látex, caucho sintético o plástico o , nailon, PVC, spandex, mallas, y acero inoxidable. Algunos artículos de moda fetiche incluyen: zapatos y botas de tacón de aguja (sobre todo la bota de ballet), faldas trabadas, corsés, collares, trajes de látex de cuerpo completo, catsuits, medias, minifalda, ropa interior sin entrepierna, pañales, ligas, candados, anillos, cremalleras, anteojos, esposas y trajes estilizados basados en atuendos más tradicionales, como vestidos de novia casi completamente transparentes de encaje, o lencería para hombres.
La moda fetichista no debe confundirse con el vestuario. Ambos involucran ropa y tienen la intención de presentar una imagen, pero un disfraz es, por definición, algo para la vista del público, sin implicaciones sexuales. La moda fetichista suele ser para un ambiente íntimo, con implicaciones sexuales.
Las modas fetichistas generalmente se consideran separadas de las prendas de vestir que se usan en el cosplay, por lo que estas modas exóticas se usan específicamente como disfraces para lograr una determinada situación en lugar de simplemente usarse; como la creación de un personaje para un juego de imágenes. Sin embargo, a veces las dos áreas se superponen. Por ejemplo, en Japón, muchos restaurantes temáticos tienen camareras que visten disfraces como un traje de látex o un estilizado traje de mucama francesa.
La ropa de moda fetichista a menudo es modelada por modelos especialistas en fetichismo.
Algunos tipos de prendas que usan las mujeres para mejorar su apariencia de manera rutinaria se consideran eróticas y califican como ropa fetiche: corsés y tacones altos. La mayoría de las prendas fetichistas no son lo suficientemente prácticas para la rutina diaria. Un ejemplo de disfraz fetiche que usan las mujeres es el disfraz de dominatrix. Por lo general, consiste en prendas oscuras o negras que incluyen un corsé o bustier, medias y calzado de tacón alto, como botas hasta los muslos, para realzar la apariencia dominante. A menudo se lleva un accesorio como un látigo o una fusta.

## Historia
La moda fetichista no tiene un punto de origen específico porque ciertas modas que se apreciaban específicamente por sí mismas o que se usaban como parte de una subcultura específica se han observado desde los primeros días de la indumentaria. Algunos estudiosos, como Michael Hayworth, argumentan que el uso de corsetería y faldas trabadas a fines del siglo XIX fue la primera nota dominante de la moda fetichista, porque la mayoría de la sociedad no tenía acceso a estos artículos. Estos artículos fueron apreciados específicamente por sí mismos (es decir, a la persona le gustaba la mujer que usaba el corsé en lugar de solo la mujer sola). 
En 1914, pocas semanas antes del comienzo de la Primera Guerra Mundial, L. Richard y su esposa Nativa fundaron su firma de lencería, Yva Richard, en París. Sus creaciones únicas hechas a medida se volvieron cada vez más atrevidas y vanguardistas, y a fines de la década de 1920, tenían un negocio internacional de pedidos por correo de gran éxito. Richard tomó la mayoría de las fotografías para su catálogo y, a veces, Nativa modelaba. Uno de sus diseños más icónicos fue un sujetador cónico de acero con tachuelas y un cinturón de castidad con un tocado de plumas. Su éxito animó al sastre Léon Vidal, propietario de una cadena de librerías eróticas, a abrir una lujosa boutique de lencería llamada Diana Slip.
Una subcultura de cuero apareció entre la comunidad gay clandestina en los Estados Unidos, con la apertura del primer bar de cuero gay en 1958 en Chicago. Esta cultura se extendió rápidamente por todo el mundo y se hizo más popular en la década de 1960 debido a la influencia de los músicos de rock y los artistas de televisión como Diana Rigg y Honor Blackman en Los vengadores, quienes vestían trajes de cuero de cuerpo completo como catsuits y guantes de látex y cuero que cubrían las extremidades y botas. 
Muchos diseñadores de moda incorporan elementos de la subcultura fetichista en sus creaciones o directamente crean productos basados en elementos que no son aceptados por la corriente principal. Malcolm McLaren y Vivienne Westwood crearon varias prendas de vestir restrictivas inspiradas en BDSM de la moda punk para la subcultura punk de la década de 1970; en particular, pantalones bondage, que conectan las piernas del usuario con correas. Los fabricantes de ropa fetichista más recientes, House of Harlot y Torture Garden Clothing, Breathless of London, Vex Latex Clothing y Madame S of California, se enfocan en usar látex y cuero como material base para sus creaciones, en lugar de como un accesorio.

## Publicaciones
La moda fetichista se popularizó en los Estados Unidos durante la década de 1950 a través de libros y revistas como Bizarre y muchas otras publicaciones clandestinas. Skin Two es una revista fetichista contemporánea que cubre muchos aspectos de la subcultura fetichista mundial. El nombre es una referencia a la ropa fetichista como segunda piel.

## Mainstream

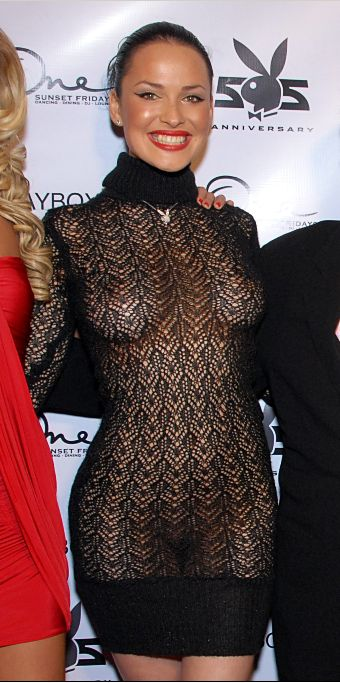
La playmate Dasha Astafieva usando un vestido de rejilla transparente sin ropa interior en una fiesta de Playboy en 2008.

La moda fetichista ha influido en la moda convencional, tanto dentro como fuera de las pasarelas. Muchos diseñadores de renombre han utilizado la ropa fetichista como inspiración, tomando prestados detalles e incorporando materiales como látex, PVC, encaje, vinilo y charol. Tales diseñadores incluyen a Thierry Mugler, Jonathan Saunders, Alexander McQueen, Christian Dior, Chanel y Nicholas Kirkwood. La colección prêt-à-porter Otoño/Invierno 2016 de Alexander McQueen estuvo influenciada por la moda fetiche, y la inspiración de materiales y piezas como arneses y corsés se puede ver en la mayoría de los looks.
Se han creado otras marcas específicamente para el mercado de lujo de ropa fetiche. Zana Bayne, una marca de cuero posfetichista con sede en la ciudad de Nueva York, fue fundada por Zana Bayne en 2010. Su trabajo ha sido usado por celebridades como Beyoncé y Lady Gaga. Zana Bayne también ha colaborado con otras marcas como Marc Jacobs y Comme des Garçons. Todd Pendu comenzó a trabajar con Zana Bayne cuando estaba en Comme des Garçons, antes de convertirse en socio creativo de tiempo completo en Zana Bayne en 2012. Atsuko Kudo es otra marca explícitamente influenciada por la moda fetichista, que diseña y fabrica ropa de mujer hecha íntegramente en látex de caucho.
La moda callejera también se ha visto influenciada por la moda fetichista. A fines de 2016 y durante 2017, aparecieron varios elementos de moda fetiche en la ropa de calle y prêt-à-porter de todo el mundo. Esto incluye artículos como gargantillas, medias de red, corsés, botas hasta los muslos; detalles como correas, hebillas, herrajes de anillos perforados y cadenas; y materiales como charol y vinilo.